# 黑田洋介
黑田洋介（日语：くろだ ようすけ、1968年3月29日—），日本小說家、動畫編劇。三重縣出身。為Studio Orphee的成員，任職非執行董事（取締役）。

## 人物
肄業於東海大學。在學中參加漫畫研究會。
經手動畫《魔法少女砂沙美》、《槍神》、《王牌投手 振臂高揮》等的系列構成，《無限的未知》、《超能奇兵》、《陸上防衛隊》、《心之圖書館》、《拜託了老師》、《拜託了雙子星》、《天地無用!魎皇鬼》OVA（第2期、第3期）等的腳本，《天地無用! GXP》的系列監修，《瓶詰妖精》的片頭曲、片尾曲作詞。
黑田的故事風格為，在系列構成的主軸、劇本上台詞等枝節，能夠在嚴肅情節中照顧到浪漫、感性，和喜劇娛樂時的戲仿、搞笑劇情，互相對照輝映。尤其將愛情喜劇以戲劇方式演出的手腕為人樂道。擅長描寫熱血與男人夢想的故事，不過在《蜂蜜幸運草》也獲得女性的青睞。在其經手的作品中，可以見到世界觀含有經濟面的現實、資本主義、經濟支配概念若隱若現。《極上生徒會》與《機動戰士GUNDAM 00》可以說是代表性的例子。
因為工作過於忙碌，近年來經常出現小說續篇中斷的情形。
親自擔任《超能奇兵》漫畫版的原作者。增添許多和動畫相異的獨自要素、作品整體上熱情洋溢與充滿個性的台詞，得到部分讀者的強烈支持。
擔任《機動戰士GUNDAM 00》（正式系列非衍生OVA作品）的主要腳本，著實累積資歷。
寫作速度相當快，週一TV系列的劇本更是每一集都由黑田自己下筆，在關係者之間評價很高（通常若不數人每幾話輪替著寫的話會趕不及）。

## 作品列表

### 動畫
（擔任系列構成、主執筆的作品）
- 天地無用!魎皇鬼（第2期）（1994年 - 1995年）
- 火焰之紋章:紋章之謎（OVA）（1996年）
- 魔法少女砂沙美（1996年）
- Variable Geo（OVA）（1997年）
- 妙筆小呆（1997年 - 1999年）
- 槍神（1998年）
- 非常DJ 2010（1998年）
- 魍魎游擊隊 File-X 小貓奪還（1998年）
- OVA心跳回憶（1999年）
- 平行世界物語（1999年）
- 無限的未知（1999年）
- 迷糊女戰士（1999年）
- 臣士魔法劇場 死神天使（1999年）
- 魍魎游擊隊 File-XX 亂戰突破（2000年）
- ぷにぷに☆ぽえみぃ（2001年）
- 超能奇兵（2001年）
- 心之圖書館（2001年、原作腳本も）
- 星空的邂逅（2002年）
- 陸上防衛隊（2002年）
- 拜託了雙子星（2003年）
- 瓶詰妖精（2003年）
- 天地無用!魎皇鬼（第3期）（2003年 -2005年）
- 真實夢境（2004年）
- MADLAX（2004年）
- 槍墓（2004年）
- 熱拳本色（2004年）
- 極上生徒會（2005年）
- 蜂蜜幸運草（2005年）
- 捍衛聖域（2005年）
- HELLSING（OVA）（2005年）
- 聖鬥士星矢 冥王哈帝斯冥界篇前章（2006年）
- 熱拳本色 日美決戰篇（2006年）
- 蜘蛛行者 奇蹟的勇者們（2006年）
- 機神咆吼Demonbane（2006年）
- 聖鬥士星矢 冥王哈帝斯冥界篇後章（2007年）
- 王牌投手 振臂高揮（2007年）
- 機動戰士GUNDAM 00（2007年～2008年）
- 旋風管家第二期（2009年）
- 王牌投手 振臂高揮 ～夏季大會篇～（2010年）
- 學園默示錄（2010年）
- 熱拳本色（2011年）
- 魔劍姬（2011年）
- 在盛夏等待（2012年）
- 軍火女王（2012年）
- BTOOOM!（2012年）
- 軍火女王 PERFECT ORDER（2012年）
- 鋼彈創鬥者 Gundam Build Fighters（2013年）
- 魔剑姬！通（2014年）
- 超級索尼子（2014年）
- 鋼彈創鬥者TRY Gundam Build Fighters Try（2014年）
- 女武神驅動 （2015年）
- 神裝少女小纏 （2016年）
- 我的英雄學院 （2016年）
- 我的英雄學院 第二期（2017年）
- 戰鬥女子學園（2017年）
- ID-0（2017年）
- 刀剑神域外传 Gun Gale Online（2017年）
- 鋼彈創鬥者 潛網大戰（2018年）
- 我的英雄學院 第三期（2018年）
- 哥布林殺手（2018年）
- 我的英雄學院 第四期（2020年）
- 2.43 清陰高中男子排球社（2021年）
- 我的英雄學院 第五期（2021年）
- BIRDIE WING -Golf Girls' Story-（2022年）
- 我的英雄學院 第六期（2022年）
- BASTARD!! －暗黑的破坏神－（2022年）
- 肌肉魔法使-MASHLE-（2023年）
- 我的英雄學院 第七期（2023年）
- 刀剑神域外传 Gun Gale Online II（2024年）

### 漫畫原作
- 武刃街-斬皇傳說- 作畫：乾一郎　Magazine Z KC　全2卷
- 未来改戦Dクロゥス 作畫：おおのじゅんじ「週刊少年Champion」連載　全3卷
- 超能奇兵 作畫：戶田泰成「週刊少年Champion」連載　全5卷

### 小說
- 魔法少女砂沙美
- 真・天地無用! 魎皇鬼
- 無限的未知
- ぷにぷに☆ぽえみぃ ～小林伝説～
- 妙筆小呆

### 遊戲
- ごきんじょ冒険隊 (SFC)
- ADVANCED.V.G.2（PS）
- 武刃街（PS2）

### 作詞
- 瓶詰妖精
- 極上生徒會片尾曲「偶然天使」
- 機動戰士鋼彈00 2nd 14話片尾曲「Tomorrow」

### 腳本
- OVA純愛手札
- 武刃街（2003年）
- とらぶる EVOCATION

### 專欄
- （插畫由高木信孝→佐野浩敏擔當）B-CLUB 1997年1月號（VOL134）～1998年3月號（VOL148）→電撃B-Magazine 1998年5月創刊號～1999年4月號→電擊Animation Magazine 1999年5月號～2000年8月號まで連載。全43回。
- （和佐野浩敏的共同專欄）電擊Animation Magazine 2000年11月號～2001年5月號まで連載。全7回。

## 外部連結
- （日語） Studio Orphee官方網站
- 黑田洋介在動畫新聞網的百科全书中的资料
- 黑田洋介在互联网电影资料库（IMDb）上的資料（英文）